# MadeInGermany
MadeInGermany ist ein autonomes Auto der Freien Universität Berlin und AutoNOMOS Labs, welches seit 2011 entwickelt wurde. Es ist der Nachfolger von Spirit of Berlin. Das Fahrzeug basiert auf einem Volkswagen Passat Variant 3C mit einer Drive-by-Wire-Steuerung. Diese ermöglicht einem Computer den Wagen, vollautonom im Stadtverkehr zu steuern. Hindernisse werden dabei mit verschiedenen Laser- und Radarsystemen erfasst, Lichtsignalanlagen und Fahrstreifenmarkierungen über Kameras. Die Sensoren sind so ausgerichtet, dass eine 360-Grad-Überwachung rund um das Fahrzeug stattfinden kann.
MadeInGermany ist hauptsächlich in Berlin unterwegs und hat bisher über 3000 Kilometer im Berliner Stadtverkehr und auf Autobahnen ohne menschlichen Eingriff absolviert. Dabei wurde im September 2011 eine autonome Demonstrationsfahrt vom Internationalen Congress Centrum zum Brandenburger Tor mit Presse und Medien vorgeführt. Das Hauptziel des Fahrzeuges ist es, komplett im urbanen Umfeld navigieren zu können unter Beachtung der gültigen Verkehrsregeln.
Das Fahrzeug erlaubt neben der vollautonomen Fahrt auch die Steuerung mit anderen Eingabegeräten. So kann ein halbautomatisierter Modus mit ein Augen- oder Gehirnsteuerung (Brain-Computer-Interface) ermöglicht werden. Dies erlaubt auch behinderten Personen Zugang zum normalen Stadtverkehr. Ebenso wurde eine Smartphone-Steuerung über das iPhone und iPad entwickelt.